# بوسكو دراسكوفيتش
بوسكو دراسكوفيتش (مواليد 1987) هو ملاكم من الجبل الأسود، مثّل بلاده في الألعاب الأولمبية الصيفية 2012.

## روابط خارجية
بوسكو دراسكوفيتش على موقع أوليمبيديا (الإنجليزية)